# Sergueï Plotnikov
Pour les articles homonymes, voir Plotnikov.
Sergueï Sergueïevitch Plotnikov - en russe : Сергей Сергеевич Плотников et en anglais : Sergei Plotnikov - (né le 3 juin 1990 à Komsomolsk-sur-l'Amour en URSS) est un joueur professionnel russe de hockey sur glace. Il évolue au poste d'attaquant.

## Biographie

### Carrière en club
En 2005, il débute en senior avec l'équipe réserve de l'Amour Khabarovsk dans la Pervaïa Liga, le troisième niveau russe. Il est choisi en 53e position au cours de la sélection européenne 2008 de la Ligue canadienne de hockey par les Saguenéens de Chicoutimi. Il ne rejoint pas la Ligue de hockey junior majeur du Québec. Après une saison 2008-2009 prêté au Iermak Angarsk dans la Vyschaïa liga, il découvre la KHL en 2009 avec l'Amour Khabarovsk. En 2012, il rejoint le Lokomotiv Iaroslavl. Il part en Amérique du Nord en 2015. Il signe avec les Penguins de Pittsburgh dans la Ligue nationale de hockey. Il joue son premier match le 8 octobre 2015 chez les Stars de Dallas.
Il remporte la Coupe Gagarine en 2017 avec le SKA Saint-Pétersbourg et en 2022 et 2023 avec le HK CSKA Moscou.

### Carrière internationale
Il représente la Russie au niveau international. Il a participé aux sélections jeunes. Il prend part au Défi ADT Canada-Russie en 2008. En décembre 2011, il est sélectionné en équipe de Russie B pour prendre part à un tournoi de l'Euro Ice Hockey Challenge en Slovénie. Le 9 novembre 2012, il honore sa première sélection en équipe de Russie face à la Suède lors de la Coupe Karjala.

## Trophées et honneurs personnels

### Ligue continentale de hockey
- 2013 : participe au cinquième Match des étoiles avec la conférence Ouest.

## Statistiques

### En club
| Saison     | Équipe                  | Ligue         |                   | Saison régulière  | Saison régulière  | Saison régulière  | Saison régulière  | Saison régulière |   | Séries éliminatoires | Séries éliminatoires | Séries éliminatoires | Séries éliminatoires | Séries éliminatoires |
| Saison     | Équipe                  | Ligue         | PJ                | B                 | A                 | Pts               | Pun               | PJ               | B | A                    | Pts                  | Pun                  |                      |                      |
| 2005-2006  | Amour Khabarovsk 2      | Pervaïa Liga  | 47                | 7                 | 5                 | 12                | 92                | -                | - | -                    | -                    | -                    |                      |                      |
| 2006-2007  | Amour Khabarovsk 2      | Pervaïa liga  | 39                | 12                | 5                 | 17                | 40                | -                | - | -                    | -                    | -                    |                      |                      |
| 2007-2008  | Amour Khabarovsk 2      | Pervaïa liga  | 49                | 24                | 13                | 37                | 100               | -                | - | -                    | -                    | -                    |                      |                      |
| 2008-2009  | Iermak Angarsk          | Vyschaïa liga | 26                | 2                 | 3                 | 5                 | 36                | -                | - | -                    | -                    | -                    |                      |                      |
| 2009-2010  | Amour Khabarovsk        | KHL           | 43                | 6                 | 6                 | 12                | 30                | -                | - | -                    | -                    | -                    |                      |                      |
| 2010-2011  | Amour Khabarovsk        | KHL           | 45                | 5                 | 8                 | 13                | 36                | -                | - | -                    | -                    | -                    |                      |                      |
| 2010-2011  | Amourskie Tigry         | MHL           | 16                | 12                | 22                | 34                | 32                | 8                | 1 | 5                    | 6                    | 47                   |                      |                      |
| 2011-2012  | Amour Khabarovsk        | KHL           | 53                | 13                | 7                 | 20                | 70                | 4                | 0 | 0                    | 0                    | 8                    |                      |                      |
| 2012-2013  | Lokomotiv Iaroslavl     | KHL           | 50                | 14                | 16                | 30                | 54                | 5                | 1 | 2                    | 3                    | 4                    |                      |                      |
| 2013-2014  | Lokomotiv Iaroslavl     | KHL           | 53                | 15                | 20                | 35                | 88                | 18               | 4 | 10                   | 14                   | 30                   |                      |                      |
| 2014-2015  | Lokomotiv Iaroslavl     | KHL           | 56                | 15                | 21                | 36                | 71                | 5                | 1 | 0                    | 1                    | 33                   |                      |                      |
| 2015-2016  | Penguins de Pittsburgh  | LNH           | 32                | 0                 | 2                 | 2                 | 20                | -                | - | -                    | -                    | -                    |                      |                      |
| 2015-2016  | Coyotes de l'Arizona    | LNH           | 13                | 0                 | 1                 | 1                 | 4                 | -                | - | -                    | -                    | -                    |                      |                      |
| 2016-2017  | SKA Saint-Pétersbourg   | KHL           | 46                | 11                | 18                | 29                | 53                | 15               | 3 | 3                    | 6                    | 14                   |                      |                      |
| 2017-2018  | SKA Saint-Pétersbourg   | KHL           | 55                | 16                | 23                | 39                | 60                | 12               | 1 | 2                    | 3                    | 37                   |                      |                      |
| 2018-2019  | SKA Saint-Pétersbourg   | KHL           | 61                | 19                | 20                | 39                | 40                | 18               | 3 | 11                   | 14                   | 23                   |                      |                      |
| 2019-2020  | SKA Saint-Pétersbourg   | KHL           | 48                | 8                 | 21                | 29                | 81                | 4                | 2 | 0                    | 2                    | 4                    |                      |                      |
| 2020-2021  | Metallourg Magnitogorsk | KHL           | 58                | 13                | 30                | 43                | 50                | 12               | 3 | 6                    | 9                    | 28                   |                      |                      |
| 2021-2022  | HK CSKA Moscou          | KHL           | 43                | 16                | 11                | 27                | 23                | 22               | 6 | 7                    | 13                   | 12                   |                      |                      |
| 2022-2023  | HK CSKA Moscou          | KHL           | 65                | 23                | 24                | 47                | 43                | 27               | 4 | 7                    | 11                   | 18                   |                      |                      |
| 2023-2024  | HK CSKA Moscou          | KHL           | 66                | 13                | 13                | 26                | 43                | 5                | 0 | 0                    | 0                    | 2                    |                      |                      |
| 2024-2025  | SKA Saint-Pétersbourg   | KHL           | Saison en cours ? | Saison en cours ? | Saison en cours ? | Saison en cours ? | Saison en cours ? |                  |   |                      |                      |                      |                      |                      |
| Totaux LNH | Totaux LNH              | Totaux LNH    | 45                | 0                 | 3                 | 3                 | 24                | -                | - | -                    | -                    | -                    |                      |                      |

### En équipe nationale
| Année | Compétition          |    | PJ | B | A  | Pts | Pun | +/-                |  | Résultat |
| 2014  | Championnat du monde | 10 | 6  | 6 | 12 | 12  | +7  | Médaille d'or      |  |          |
| 2015  | Championnat du monde | 10 | 1  | 1 | 2  | 2   | 0   | Médaille d'argent  |  |          |
| 2016  | Championnat du monde | 7  | 0  | 1 | 1  | 4   | +3  | Médaille de bronze |  |          |
| 2017  | Championnat du monde | 10 | 3  | 4 | 7  | 10  | +6  | Médaille de bronze |  |          |
| 2019  | Championnat du monde | 3  | 0  | 1 | 1  | 0   | 0   | Médaille de bronze |  |          |
| 2022  | Jeux olympiques      | 4  | 0  | 2 | 2  | 2   | 0   | Médaille d'argent  |  |          |